# Elvira de Hidalgo
Elvira Juana Rodríguez Roglán conocida artísticamente como Elvira de Hidalgo (Valderrobres, Teruel; 28 de diciembre de 1891-Milán, 21 de enero de 1980) fue una soprano de coloratura y maestra de canto española.
Fue una importante representante del bel canto, con papeles como Rosina en El Barbero de Sevilla, La sonámbula, La hija del regimiento y Lucía de Lammermoor. Como maestra, tuvo un importante papel en el renacimiento del bel canto después de la Segunda Guerra Mundial. Su alumna más célebre fue la soprano griega Maria Callas.

## Biografía

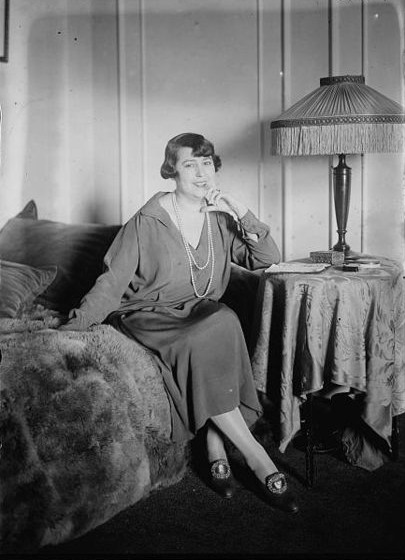
Fotografía procedente de la Biblioteca del Congreso de Estados Unidos: colección George Grantham Bain.

Hija de Miguela Roglán Bel y Pedro Rodríguez Hidalgo, de niña se trasladó a Barcelona, donde comenzó sus estudios de canto con Conchita Bordalba y María Barrientos. Los culminó en Milán con el maestro Melchor Vidal. En 1908, con 16 años, debutó en el Teatro di San Carlo de Nápoles, interpretando la Rosina de El barbero de Sevilla.
Se inició una brillante carrera que le llevó por los principales teatros de Italia, Europa y América. Reconocida como una de las mejores soprani d’agilitá de su época, dio vida a las protagonistas de Linda de Chamounix, Rigoletto, I Puritani, Lucía de Lammermoor, etc. El Teatro Real de Madrid también fue testigo de sus éxitos; en él actuó por última vez en 1923. Siguió actuando de forma habitual hasta 1930 y, esporádicamente, hasta 1936.
Retirada de la escena, dedicó su actividad a la enseñanza. En Atenas formó a Maria Callas entre los años 1938 y 1943. En 1949 pasó a Ankara, y en 1959 se estableció definitivamente en Milán. Desde 1947 ha sido reconocida sobre todo como "la maestra de la Callas".
Su personalidad de intérprete fue reconocida no solo por su preparación como soprano coloratura, sino como alguien que dotaba a sus personajes de una gran verosimilitud. Su Rosina de El Barbero de Sevilla, de Gioacchino Rossini, fue uno de los personajes mejor defendidos en los teatros de Milán y Nápoles. Su voz cálida y cristalina poseía, además, una tesitura amplia y de gran fortaleza, inusual en una soprano ligera.

## Reconocimientos
El Ayuntamiento de Zaragoza puso su nombre a una de sus calles en el año 2009.También en Valderrobres, su localidad natal, tiene una calle homónima y un museo dedicado a su figura.